# Earl av Surrey
Earl av Surrey (engelska: Earl of Surrey) var en titel som gavs första gången till William de Warenne 1088, eftersom han hade få ägor i Surrey kallades earldömet vanligen av Warenne.

## Några av earlerna av Surrey
- John de Warenne, 6:e earl av Surrey
- Thomas Howard, 2:e hertig av Norfolk
- Thomas Howard, 3:e hertig av Norfolk
- Henry Howard, earl av Surrey
- Thomas Howard, 4:e hertig av Norfolk
- Thomas Howard, 21:e earl av Arundel
- Thomas Howard, 5:e hertig av Norfolk